# جنرال إلكتريك جي إي أن إكس
محرك جنرال الكتريك جي إي ان اكس (GEnx) وهو مختصر ل (General Electric Next-generation) هو نوع مطوّر من المحرّكات النفّاثة ذو التوربين المروحي من شركة جي اي للطيران ومخصص للطائرات الحديثة وهي البوينغ 787 وبوينغ 747-8، وبعد ازاحة الستار عنها قررت الشّركة عرض المحرّك لطائرة إيرباص إيه 350 ولكنها ليست بالنسخة الحالية من تلك الطائرات إيرباص إيه 350. شركة جي إي تنوي استبدال محركات جنرال الكتريك سي إف 6 بتلك المحركات. النّسخة الحالية لتلك المحركات هي (GEnx-2B) وقد تمّ عمل الاختيارات لها بتاريخ 29 فبراير 2008.

## تاريخ ووصف المحرك
محركات جي أي (GEnx) رولز رويس ترنت 1000 قد تم اختيارهما من قبل البوينغ بعد عمل الفحوصات ما بين ثلاث محركات معروفة فخرجت برات & وتني من التقييم بسبب إنها ادخلت بالاختيار محرك جديد بالكامل ولم يتم فحص هذا التصميم بصورة عملية. بينما المحرك (GEnx) يستخدم بعض من تقنية المحركات النفاثة السابقة وهي (GE90), بالإضافة إلى شفرات المروحة وهي مصنوعة من المركبات فالمحرك يحمل بعضا من تقنية المركبات داخل علبة المروحة.
لأول مرة بتاريخ الطيران التجاري يكون نوعين مختلفين من المحركات لهما نفس الأسس التبادلية في طائرة بوينغ 787 مما يسمح لتلك الطائرة بتركيب أي من المحركين جي إي أو ر ر بأي وقت. لذلك فسوق المحركات للطائرة 787 قد يصل حد تقريبي 40 مليار دولار خلال ال25 سنة القادمة.
هناك أيضا استحداث جديد وهو عدم وجود نظام هواء دافع (BLEED AIR) الذي يستخدم الحرارة والضغط العالي من المحرك للتكييف ونظام منع الصقيع، فهذا المحرك ومحرك ترنت 1000 سيستخدمان نظام كهرباء الطائرة.
قوة دفع هذا المحرك تتراوح ما بين 53000 إلى 75000 باوند قوة lbf (الباوند يساوي 4.4 نيوتن) مع أول فحص حصل عام 2006 ودخول الخدمة عام 2008 (حصل تأخير بسبب تأخير بالطائرة 787). تتوقع البوينغ حصول خفض باستهلاك الوقود بمقدار 20% وضوضاء المحركات ستكون اهدأ بدرجة ملحوظة من المحركات الحالية. النسخة (GEnx-2B67) قوة دفعها = 66500 باوند قوة سوف تستخدم على الطائرة بوينغ 787-8. على عكس النسخ الأولية ل787, فتلك النسخة سيكون بها نظام نزف الهواء التقليدي وأنظمة التهوية وأيضا سيكون قطرها اصغر من النسخة الأولى ليوائم التركيب على الطائرة بوينغ 747.
الشركة الصانعة GE كانت قد زودت نسخة من المحرك GEnx ليتم تركيبها على طائرة إيرباص إيه 350 ولكن لم يتم التوصل لاتفاق مع الإيرباص لتزويد جميع طائرات إيرباص إيه 350. والمعروف أن تلك الطائرة هي منافسة للبوينغ 787 و 777.
لدى جي إي 64% حصة تقاسم المخاطر في هذا المشروع. ويشاركها بهذ الحصة شركات أخرى، مع ملاحظة غياب شريك جي إي المتكرر وهي شركة سنيكما، الشريك التاريخي الكبير لمشاريع محركات الطيران ولكن مع ذلك لا تزال سنيكما تزود القطع هنا ولكنها الآن مساهم قوي لمشروع باور جت المشترك.
بدأت شركة جنرال الكتريك الفحص الابتدائي على نسخة المحرك الذي لايوجد به نظام نزف الهواء بتاريخ 19 مارس 2006. وأول رحلة طيران بتلك النسخة من المحركات تمت 22 فبراير 2007 بطائرة 747-100. وقد تم وضعه بالمحرك رقم 2 على اليسار.

## قوائم ذات صلة
- قائمة محركات الطائرات